# Ла-Пуебла-де-Іхар
Ла-Пуебла-де-Іхар (ісп. La Puebla de Híjar) — муніципалітет в Іспанії, у складі автономної спільноти Арагон, у провінції Теруель. Населення — 1006 осіб (2010).
Муніципалітет розташований на відстані близько 290 км на схід від Мадрида, 110 км на північний схід від міста Теруель.
На території муніципалітету розташовані такі населені пункти: (дані про населення за 2010 рік)
- Ла-Естасьйон: 377 осіб
- Ла-Пуебла-де-Іхар: 629 осіб

## Демографія
Динаміка населення (INE ):

## Галерея зображень

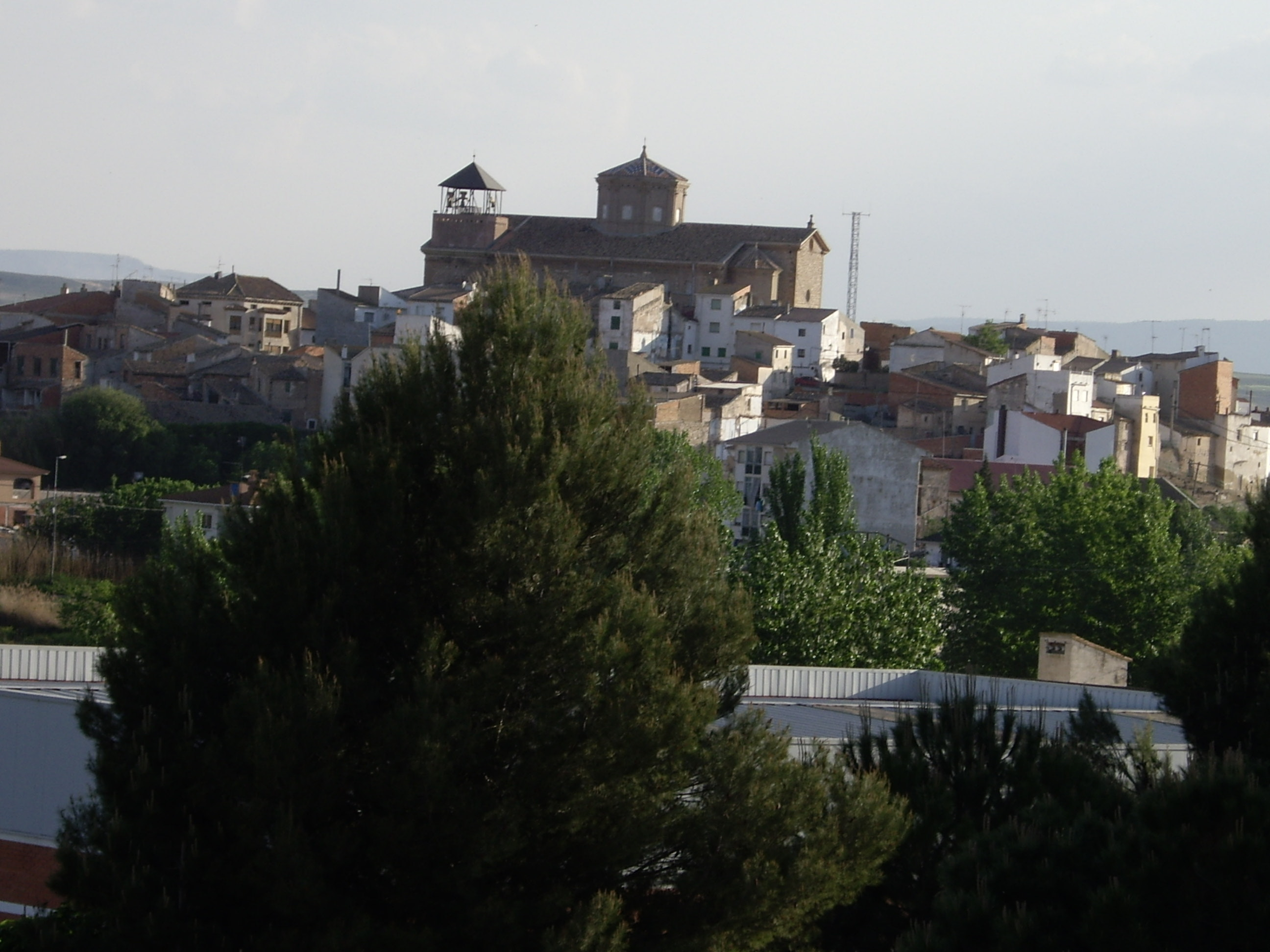
Ла-Пуебла-де-Іхар